# Helhalvön

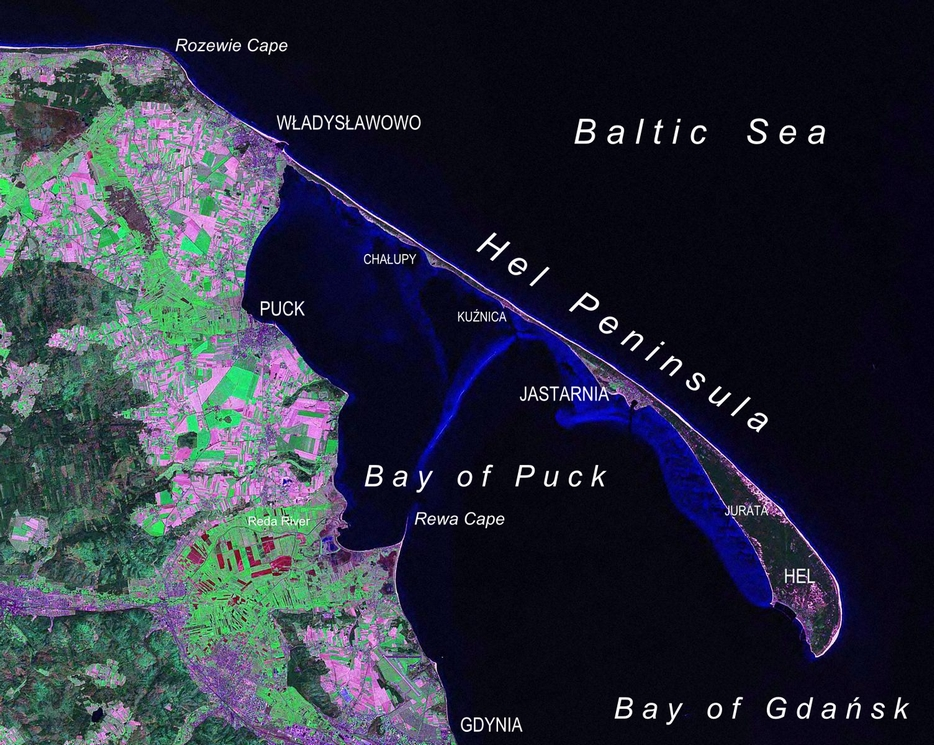
Satellitbild från Landsat tagen år 2000.

Helhalvön (polska: Półwysep Helski, Mierzeja Helska, tyska: Halbinsel Hela eller Putziger Nehrung) är en smal 35 km lång landremsa i Polen vid Puckbukten och Gdańskbukten. Halvön består helt av sand och bredden varierar från ca 100 meter till 3 kilometer. På vintern kan kraftiga stormar tillfälligt skära av Helalvön från fastlandet.
Fram till 1600-talet var halvön en kedja av öar som bildade en remsa av mark endast under sommaren. Före första världskriget tillhörde halvön den preussiska provinsen Westpreussen, men efter Versaillesfreden 1919 avträddes området till den andra polska republiken.
Fiskehamnen Hel som finns längst ut på halvön var vid inledningen av andra världskriget en befäst strategisk försvarspunkt med 3 000 soldater. Hel försvarades av den polska garnisonen under en hel månad mot det tyska anfallet.
En väg och en järnväg sträcker sig längs halvön från fastlandet och ända ut till dess yttersta spets som är ett populärt turistmål. Andra städer, hamnar och turistorter är Jurata, Jastarnia, Kuźnica, Chałupy och Władysławowo.